# 柳家乡 (北镇市)
柳家乡，是中华人民共和国辽宁省锦州市北镇市下辖的一个乡镇级行政单位。

## 行政区划
柳家乡下辖以下地区：
柳东村、东青堆子村、双家村、八家子村、官营子村、柳家村、宇宙村和新风村。